# 池田町 (長野県)

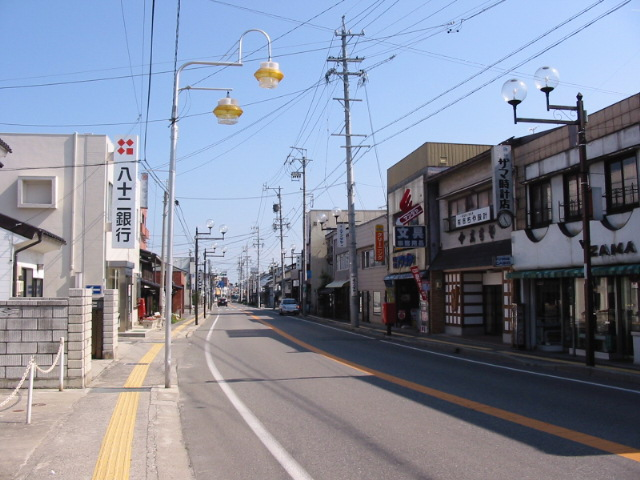
長野県道51号沿いの池田町市街

池田町（いけだまち）は、長野県北安曇郡にある町。本項では町制前の名称である池田町村（いけだまちむら）についても述べる。
安曇野の北部に位置し、高瀬川がある。かつては千国街道の宿場として栄えていた。

## 地理
長野県北西部の北アルプス地域に位置する。西に飛騨山脈（北アルプス）を望見することから、北アルプス広域連合で近隣市町村と協力し、町立美術館は愛称を「北アルプス展望美術館」としている。高瀬川が隣接する松川村との境界をなしている。松川村の境界線が高瀬川左岸に突き出している。
- 山：大穴山、大峰高原
- 河川：高瀬川

### 気候
年間降水量が800～1,200mm程度と少なく気温の較差が大きいという内陸性気候が特徴である。冬の寒さは厳しく、最低気温が-10℃以下の場合もあるが、降雪量は多くない。年間平均気温は約12℃である。
気象区分では池田町は長野県北部のうち大北地域に入る。

## 歴史

### 歴史
- 戦国時代 - 千国街道（糸魚川街道）の宿場・池田宿 (千国街道)が設置される。
- 1921年（大正10年）4月 - 浅原六朗が唱歌『てるてる坊主』の歌詞を発表[1]。
- 1926年（大正15年）9月 - 池田鉄道（安曇追分－池田間）が開業（1938年まで営業）[1]。
- 1947年（昭和22年）4月 - 県農業会安曇診療所（現在のあづみ病院）が開設[1]。
- 1952年（昭和27年）8月 - ダイナ台風により高瀬川が大氾濫する[1]。
- 1968年（昭和43年）12月 - 旧公民館が完成[1]。
- 1974年（昭和49年）8月 - 現在の役場庁舎が完成[1]。
- 1979年（昭和54年）町立会染保育園竣工。
- 1985年（昭和60年）4月 - 町民憲章、町花にツツジ、町木にアカマツなどが制定される[1]。
- 1992年（平成4年）3月 - 町ハーブセンターが完成[1]。
- 1994年（平成6年）4月 - 町立美術館（北アルプス展望美術館）が完成[1]。
- 1999年（平成11年）4月 - あづみ野池田クラフトパークが完成[1]。
- 2004年（平成16年）3月 - 町議会が、市町村合併せず自立の道を選択する決議を可決[1]
- 2013年（平成25年）3月 - 現在の池田保育園が完成[1]。
- 2019年（令和元年）9月 - 池田町交流センターかえで が完成。[2]

### 沿革
- 1875年（明治8年）2月18日 - 筑摩県安曇郡池田町村、宮村入作、堀之内村、正科村が合併して池田町村となる。
- 1876年（明治9年）8月21日 - 池田町村が長野県の所属となる。
- 1879年（明治12年）1月4日 - 郡区町村編制法の施行により、池田町村が北安曇郡の所属となる。
- 1889年（明治22年）4月1日 - 町村制の施行により、池田町村が単独で自治体を形成。
- 1915年（大正4年）4月1日 - 池田町村が町制施行して池田町となる。
- 1955年（昭和30年）4月1日 - 会染村と合併し、改めて池田町が発足。
- 1957年（昭和32年）3月31日 - 陸郷村の一部（寺・白駒・日岐の各一部＝現・陸郷）と広津村の一部（北山・宇留賀・大日向の各一部＝現・西広津）、東筑摩郡明科町の一部（中之郷・鵜山＝現・中鵜）を編入。

## 人口
- 安曇野市への通勤率は21.01%（平成27年国勢調査）。

| |                                        |  |
| 池田町と全国の年齢別人口分布（2005年） | 池田町の年齢・男女別人口分布（2005年） |  |
| ■紫色 ― 池田町 ■緑色 ― 日本全国 | ■青色 ― 男性 ■赤色 ― 女性              |  |
| 池田町（に相当する地域）の人口の推移 \| 1970年（昭和45年） \| 10,245人 \| \| \| 1975年（昭和50年） \| 10,317人 \| \| \| 1980年（昭和55年） \| 10,610人 \| \| \| 1985年（昭和60年） \| 10,792人 \| \| \| 1990年（平成2年） \| 10,521人 \| \| \| 1995年（平成7年） \| 10,712人 \| \| \| 2000年（平成12年） \| 10,658人 \| \| \| 2005年（平成17年） \| 10,630人 \| \| \| 2010年（平成22年） \| 10,329人 \| \| \| 2015年（平成27年） \| 9,926人 \| \| \| 2020年（令和2年） \| 9,382人 \| \| |                                        |  |
| 総務省統計局 国勢調査より |                                        |  |
| 1970年（昭和45年） | 10,245人                               |  |
| 1975年（昭和50年） | 10,317人                               |  |
| 1980年（昭和55年） | 10,610人                               |  |
| 1985年（昭和60年） | 10,792人                               |  |
| 1990年（平成2年） | 10,521人                               |  |
| 1995年（平成7年） | 10,712人                               |  |
| 2000年（平成12年） | 10,658人                               |  |
| 2005年（平成17年） | 10,630人                               |  |
| 2010年（平成22年） | 10,329人                               |  |
| 2015年（平成27年） | 9,926人                                |  |
| 2020年（令和2年） | 9,382人                                |  |

## 行政
池田町を含む広域連合として北アルプス広域連合がある。所轄警察署は大町警察署、所轄消防署は北アルプス広域消防本部南部消防署である。

### 町長
- 矢口稔（やぐち みのる、2024年3月20日就任、1期目)

### 友好親善交流都市
- 横浜市磯子区岡村西部連合自治会

## 議会

### 町議会
- 議長：横澤はま（よこさわはま）
- 議員定数：11人
- 議員任期：2023年4月30日 - 2025年4月29日

- 議長：矢口新平（やぐち しんぺい）
- 議員定数：12人
- 議員任期：2019年4月30日 - 2023年4月29日

### 長野県議会（北安曇郡選挙区）
- 定数：1人
- 任期：2019年（平成31年）4月30日 - 2023年（令和5年）4月29日
- 宮沢敏文（無所属）

### 衆議院
- 選挙区：長野2区（長野市の一部、松本市、大町市、安曇野市、東筑摩郡、北安曇郡、上水内郡）
- 任期：2021年10月31日 - 2025年10月30日
- 投票日：2021年10月31日
- 当日有権者数：382,082人
- 投票率：57.04％

| 当落 | 候補者名 | 年齢 | 所属党派     | 新旧別 | 得票数    | 重複 |
| ---- | -------- | ---- | ------------ | ------ | --------- | ---- |
| 当   | 下条みつ | 65   | 立憲民主党   | 前     | 101,391票 | ○    |
| 比当 | 務台俊介 | 65   | 自由民主党   | 前     | 68,958票  | ○    |
|      | 手塚大輔 | 38   | 日本維新の会 | 新     | 43,026票  | ○    |

## 経済

### 主要企業
- 黒田精工 長野工場
- ケル 長野事業所
- 日本酒の酒蔵が2つある[1]
  - 大雪渓酒造株式会社
  - 福源酒造株式会社

## 医療
- 北アルプス医療センターあづみ病院

## 教育

### 認定こども園
認定こども園は2か所設置されている。
- 認定こども園 池田保育園（大字池田2420番地1） - 入園定員150名。
- 認定こども園 会染保育園（大字会染9014番地8） - 入園定員120名。

### 小学校
- 池田小学校
- 会染小学校

### 中学校
- 高瀬中学校

### 高等学校
- 長野県池田工業高等学校

### 専修学校
- 日本アルプス国際学院

### 特別支援学校
- 長野県安曇養護学校

## 交通

### 鉄道
町内を走る鉄道路線は無い。鉄道を利用する場合の最寄り駅は場所にもよるが以下の通り。
- 正科地区など北部

大町市に入って宮本橋を渡りJR東日本大糸線の安曇沓掛駅。
- 池田地区など中部

高瀬川大橋を渡り松川村に入り同じく大糸線の信濃松川駅。
- 中鵜地区など南部

高瀬橋を渡り安曇野市（穂高）に入りこれまた同じく大糸線の安曇追分駅、安曇野市（明科）に入り犀川橋を渡り篠ノ井線明科駅が近い。

#### 廃止路線
1938年6月6日まで池田鉄道が走っており、町内には以下の駅があった。
十日市駅 - 会染駅 - 柏木駅 - 南池田駅 - 信濃池田駅 - 北池田駅

### 路線バス
- 町営バス
  - 町内と隣接自治体間を運行している。大糸線の穂高駅と信濃松川駅と篠ノ井線の明科駅に発着する。なお、役場の最寄りの駅は信濃松川駅である。最寄りのバス停は池田町役場バス停または池田町役場北バス停である。令和6年4月1日より高校生以下の運賃が無料化された。[5]
- 生坂村営バス - 池坂線が乗り入れている。2023年（令和5年）3月31日をもって池田町から移管された路線。
- 高速バス - 町内にバス停はないが隣接する松川村の道の駅安曇野松川にある「安曇野松川」停留所にバスタ新宿行きなどが停車する。

### 道路
町内に国道は通過していないし高速道路も通っていない。最寄りのインターチェンジは安曇野市にある安曇野インターチェンジ（長野自動車道）である。
- 長野県道51号大町明科線
- 長野県道274号宇留賀池田線
- 長野県道275号上生坂信濃松川停車場線
- 長野県道329号原木戸安曇追分停車場線

### ナンバープレート
安曇野ナンバー
2025年5月7日以降、安曇野市、北安曇郡松川村、東筑摩郡生坂村とともに、ご当地ナンバーである安曇野ナンバーが割り当てられている。

## 文化施設
- 北アルプス展望美術館
- 池田町創造館
- 池田町交流センター「かえで」
  - 池田町図書館

## 名所・旧跡・観光スポット
- 大峰高原（七色大カエデ、中カエデ[6]）
- 陸郷桜仙峡（登波離橋）
- あづみ野池田クラフトパーク
- 継子落とし（土柱）

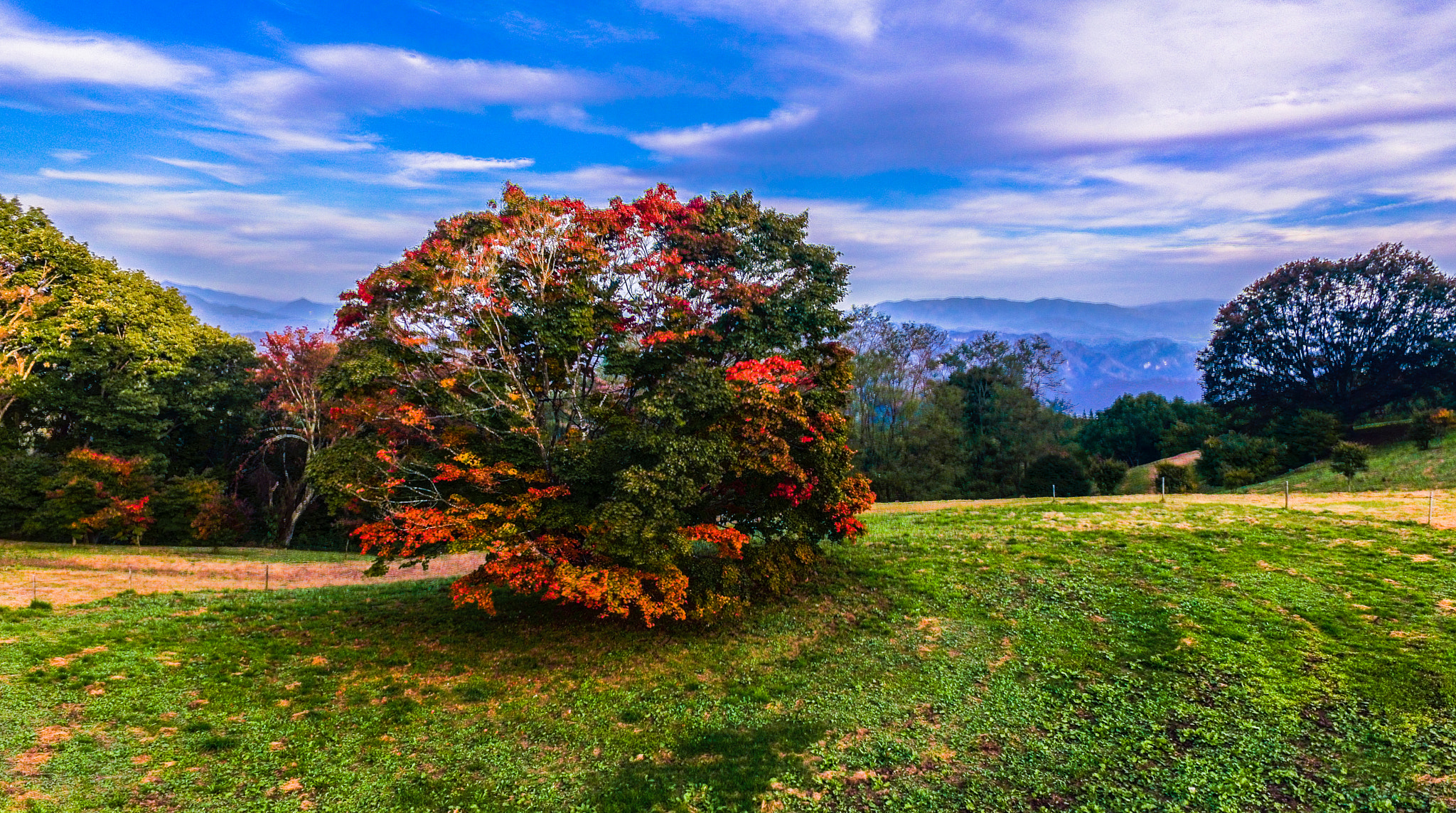
七色カエデ

- 相道寺焼 - 1767年（明和4年）に始まったとされる伝統的焼物[7]
- 池田八幡神社
- 川会神社
- 浄念寺

## 出身有名人
- 浅原六朗 - 童謡作家、『てるてる坊主』作詞者
- 内山真弓 - 歌人
- 乙葉 - グラビアアイドル・タレント（東京都生まれ）
- 小野沢良子 - 1972年札幌オリンピックスピードスケート代表
- 塩島大 - 衆議院議員
- 高山萬司 - 三和シヤッター工業創業者
- 田中耕 - 衆議院議員、豊科町長
- 中山竹通 - 1988年ソウルオリンピック、1992年バルセロナオリンピックマラソン代表
- 宮澤正 - 俳優、声優
- 吉田正 - 衆議院議員、協同乳業創業者